# 소니 파이낸셜 홀딩스
소니 파이낸셜(영어: Sony Financial Holdings Inc., 일본어: ソニーフィナンシャルホールディングス株式会社)은 일본의 금융 회사이다. 2020년 9월에 소니가 완전히 인수하여 본사의 금융 사업을 총괄하는 자회사가 되었다.